# يوتيرانوس
يوتيرانوس (بالإنجليزية: Yutyrannus)‏ (وتعني الطاغية ذو الريش) هو جنس من العائلة العليا تيرانوصورويدات من الديناصورات والذي يحتوي نوعا واحدا معروفا فقط وهو يوتيرانوس هوالي. عاش هذا الجنس خلال العصر الطباشيري المبكر في شمال شرق الصين حاليا. ثلاث مستحاثات ليوتيرانوس هوالي وُجدت جميعها في الطبقات الصخرية لمقاطعة لياونينغ وتُعتبر أكبر عينات ديناصوراتٍ معروفةٍ حافظت على دلائل مباشرة على تواجد الريش في هذا الكائن.

## الاكتشاف والتسمية

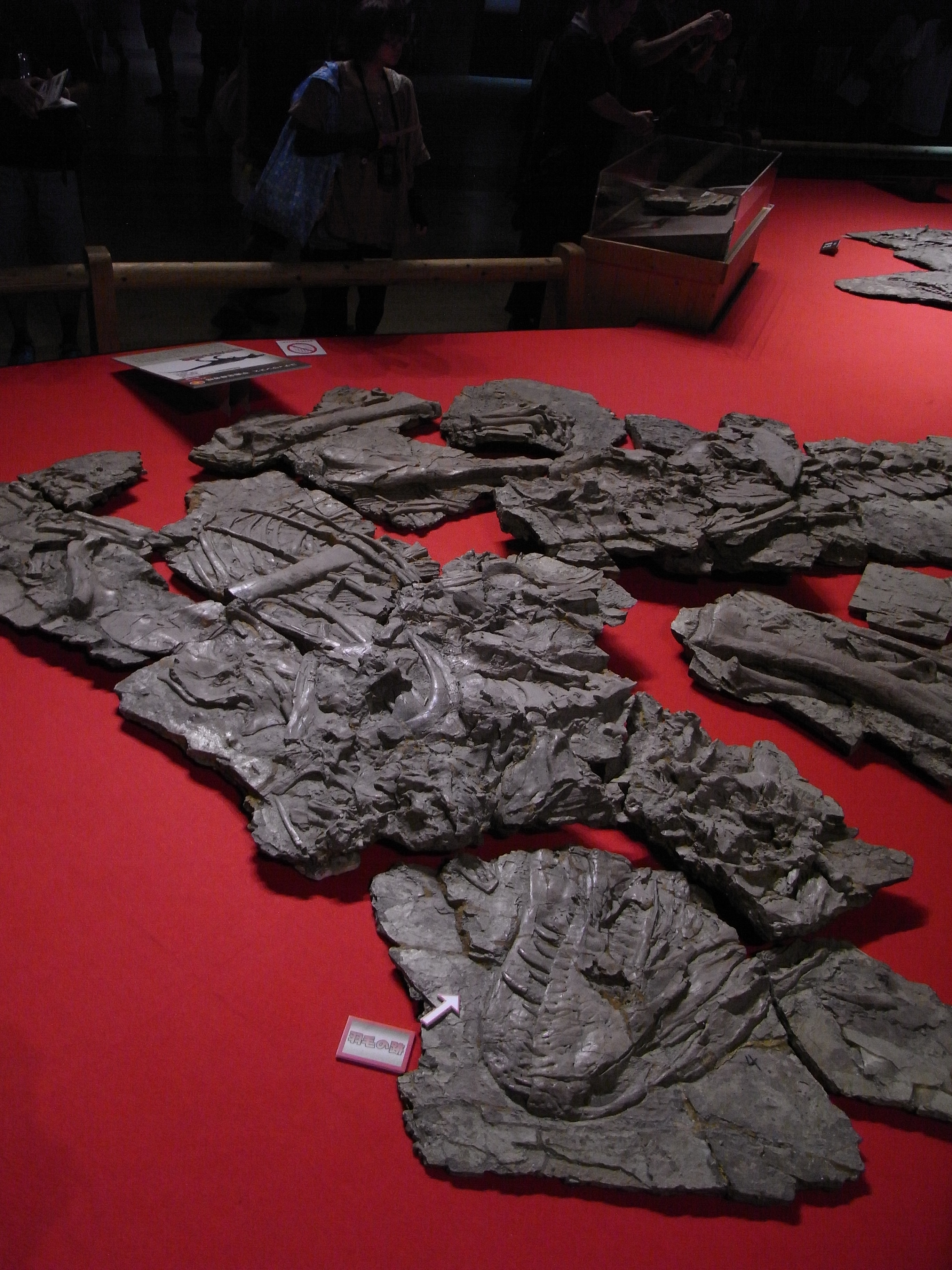
مستحاثات يوتيرانوس معروضة.

تمت تسمية يوتيرانوس هوالي ووصفه علميا سنة 2012 بواسطة شو شينغ وآخرين. الاسم مشتق من الكلمة الصينية الماندارية يو (羽, "ريش") والكلمة الإغريقية اللاتينية تيرانوص (τύραννος, "طاغية") في إشارة إلى تصنيفه كفرد ذي ريش من عائلة التيرانوصورويدات. اسم النوع يتركب من الكلمة الماندارية هوالي 华丽 (بالصينية البسيطة 華麗 وتعني جميل) في إشارة إلى جمال الريش.
يوتيرانوص معروف من نماذج ثلاث مستحاثات مكتملة تقريبا (بالغ، شبه بالغ ويافع) حُصل عليها من بائع يزعم أن مصدر المستحاثات الثلاثة من محجر واحد في باتو ينغزي بمقاطعة لياونينغ، بالصين. لذا ربما يمكن أن يكون تم العثور عليهم في طبقة من تكوين ييكسيان تعود لحقبة الأبتي حوالي 125 مليون سنة مضت. تم قص النماذج إلى أحجام صغيرة حتى يتمكن شخصان من حملها.
النموذج النوعي ZCDM V5000 هو أكبر نموذج ويتكون من هيكل كامل تقريبا مع جمجمة - مضغوطة على شكل لوح- لفرد بالغ. النمطان المجاوران هما النموذجان الآخران: ZCDM V5001 يتكون من هيكل فرد أقل حجما وجزء من نفس اللوح مثل النموذج النوعي، وELDM V1001 نموذج يافع يُقدّر أن له عمرا أقل بـ8 سنوات من النموذج النوعي. المستحاثات جزء من مجموعات متحف زوشينغ للديناصورات ومتحف إرليانهاوت للديناصورات، لكن تم تحضيرها بواسطة معهد الحفريات الفقارية والباليوأنثروبولوجي، تحت توجيه شو.